# AS Komorozine de Domoni
El Komorozine es un equipo de fútbol de Comoros que juega en la Primera División de las Comoras, la liga de fútbol más importante del país.

## Historia
Fue fundado en 6 de junio de 1974 en la ciudad de Domoni, en la región de Anjouan por idea de Chanchidinne Ousseini, quien fue su presidente fundador, y Saidali Mahamoud Salim, su primer entrenador.
No fue sino hasta la temporada 2013 que consiguieron su principal logro, el título de liga, en el cual vencieron en la final al Enfants des Comoros 2-1 en el marcador global. También han sido campeones de la Liga Regional en 2 ocasiones, accediendo a la fase final de torneo de liga 2 veces.
A nivel internacional han competido en la Copa de Clubes Campeones del Océano Índico en el 2011 y a nivel continental clasificaron a su primer torneo en la Liga de Campeones de la CAF 2014, en la cual fue eliminado por el Young Africans SC de Tanzania en la ronda preliminar.

## Palmarés
- Primera División de las Comoras: 1

2013
- Liga Regional de Anjouan: 2

2010, 2013

## Participación en competiciones de la CAF
| Temporada | Torneo                      | Ronda      | Club              | Casa | Visita | Global |
| --------- | --------------------------- | ---------- | ----------------- | ---- | ------ | ------ |
| 2014      | Liga de Campeones de la CAF | Preliminar | Young Africans SC | 2-5  | 0-7    | 2-12   |

## Participación en otros torneos internacionales
| Temporada | Torneo                                      | Ronda   | Club         | Resultado |
| --------- | ------------------------------------------- | ------- | ------------ | --------- |
| 2011      | Coupe des clubs champions de l'océan Indien | Grupo B | FC Mtsapéré  | 2-3       |
| 2011      | Coupe des clubs champions de l'océan Indien | Grupo B | CNaPS Sports | 0-7       |